# Alubarén

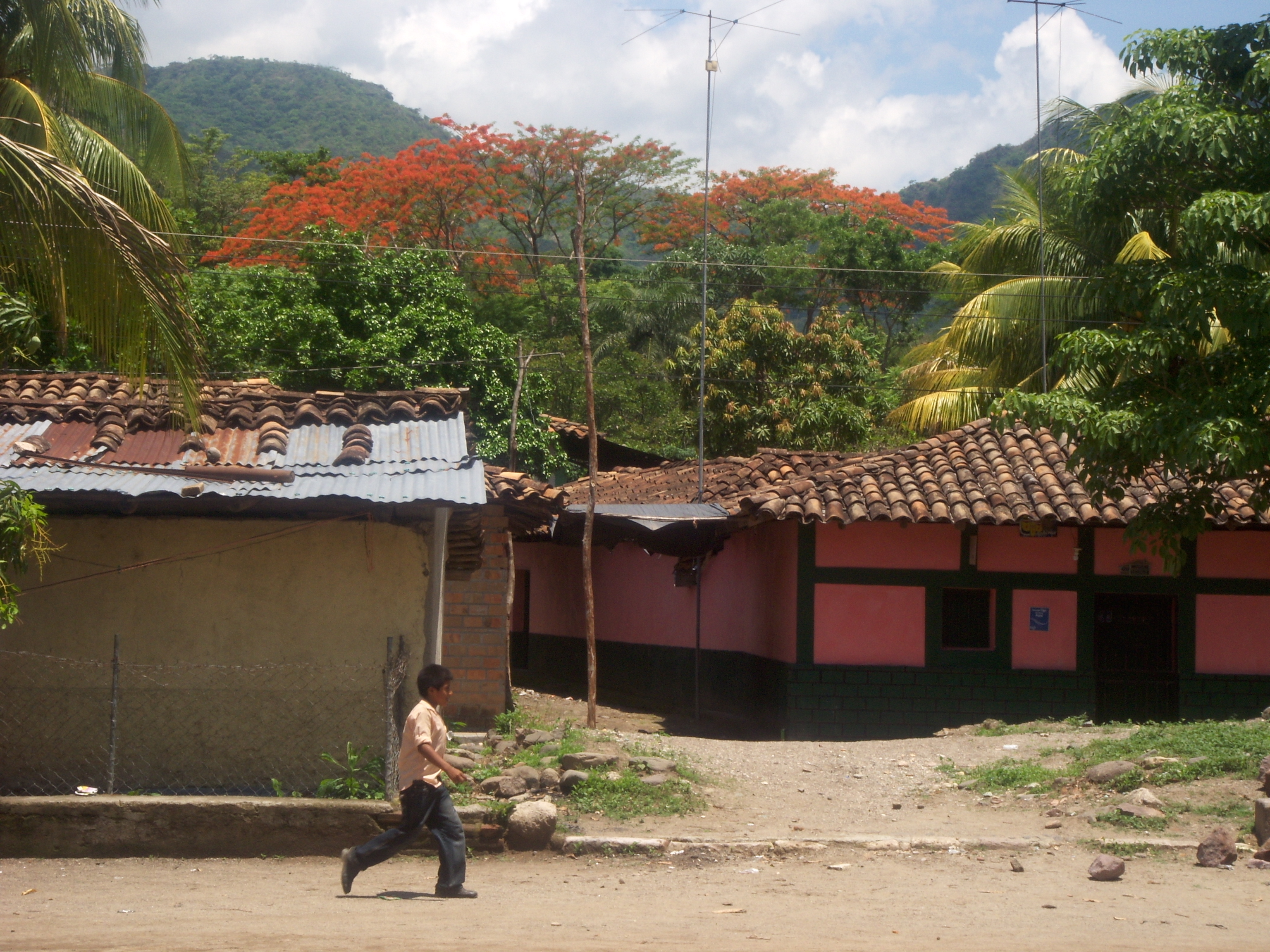
Casas típicas de Alubarén

Alubarén é uma cidade hondurenha do departamento de Francisco Morazán.